# Maiwormshammer

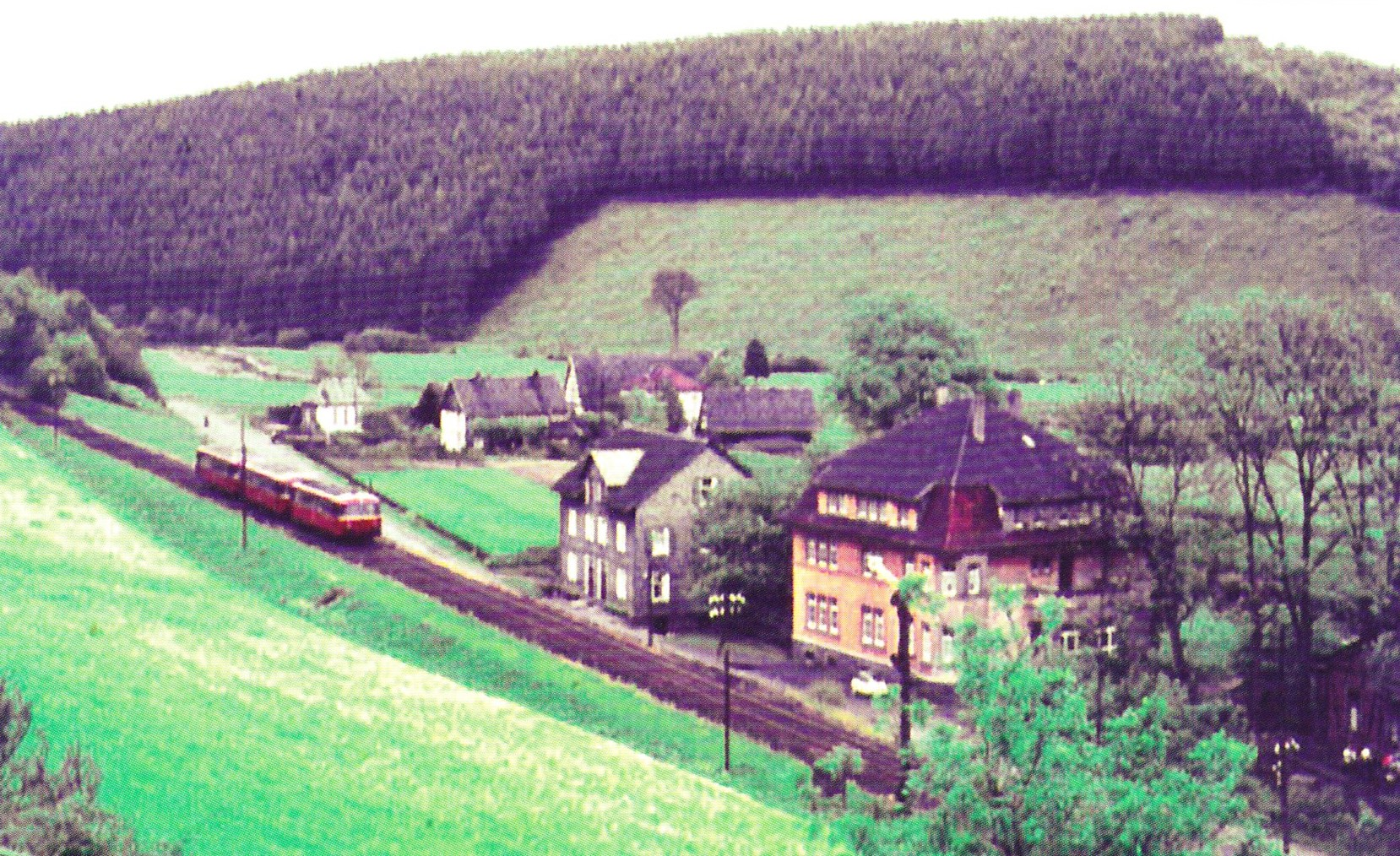
Der ehemalige Attendorner Ortsteil Maiwormshammer

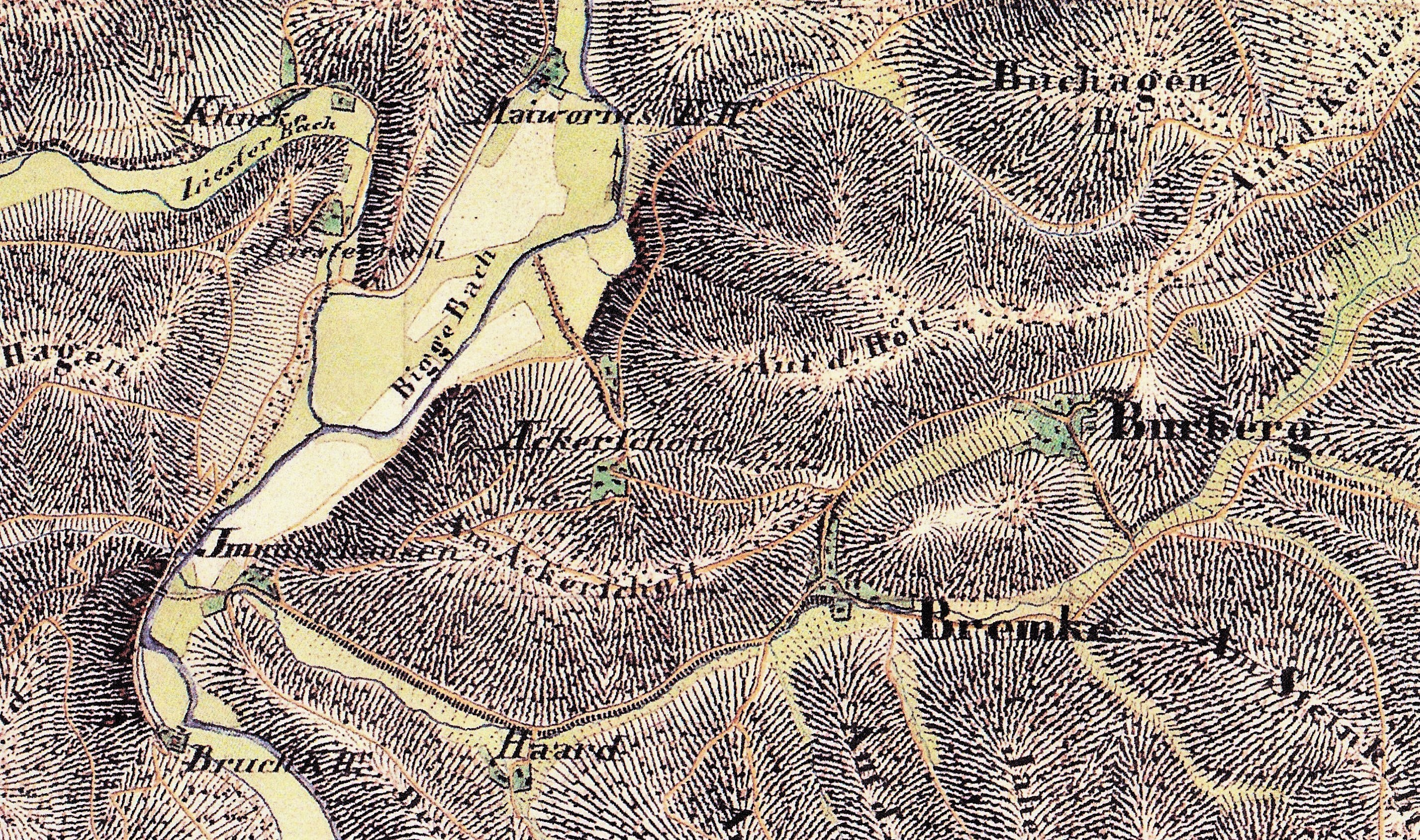
Lage von Maiwormshammer auf der Urkarte von 1836

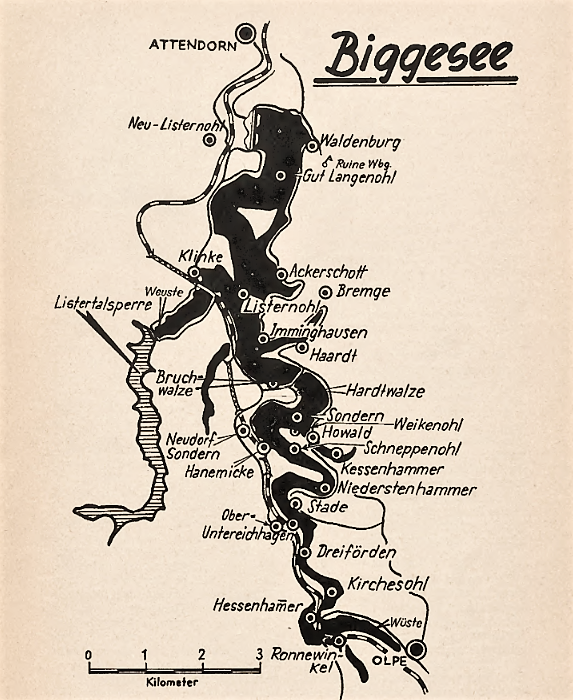
Karte der untergegangenen Orte im Biggesee

Maiwormshammer ist eine ehemalige Siedlung, welche für den Bau der Biggetalsperre devastiert wurde. Maiwormshammer lag in Nordrhein-Westfalen im mittleren Biggetal zwischen Olpe und Attendorn.
Der Bau der Talsperre wurde schon vor dem Zweiten Weltkrieg beschlossen, musste aber für die Dauer des Krieges zurückgestellt werden. Etwa ab 1950 nahm man das Projekt wieder auf. 1965 war die Biggetalsperre fertiggestellt, so dass mit dem Einstau von Wasser begonnen werden konnte. Das Gebiet des ehemaligen Ortes liegt heute auf dem Grund der Talsperre im Bereich zwischen der Landstraße L512 und der Gilberginsel.

## Geschichte
Der ehemalige Hof Maiwormshammer lag nordöstlich von Listernohl. Es befand sich dort ursprünglich eine Mühle, die zum Gut Listernohl gehörte und schon 1334 und 1387 bezeugt ist. Das Wassergefälle am Zusammenfluss der Lister in die Bigge diente später dem Betrieb eines Eisenhammers, den man „Selfhammer“ (1446) nannte, weil ihn das Wasser „von selbst“ trieb.
Die Mühle wurde 1417 von Henrich Sterneberg dem Henrich Weke verkauft, der sie mit anderen Liegenschaften zur Gründung des Klosters Ewig stiftete. 1464 wurde der Hammer an Peter Hütte von Volmerhusen auf 12 Jahre verpachtet. Nach dem Verfall des Hammers ließen die Attendorner Bürger, Dietrich Hentze und Helias Hütte von Volmerhusen, mit Genehmigung des Klosters den Hammer wieder aufbauen und daneben 1478 ein Wohnhaus errichten. Hentze und seine Erben übergaben dasselbe gegen eine Memorie dem Kloster Ewig. Peter Hütte pachtete den Hammer auf 6 weitere Jahre.
Gegen Ende des 15. Jahrhunderts wurde die Familie Maiworm vom Kloster Ewig mit Gut und Hammer belehnt; daher der Name Maiwormshammer. Der Name Maiworm steht in starkem Zusammenhang mit der ältesten Eisenindustrie im Olper Raum. Politisch gehörte das Gut zum Amt Waldenburg und im Gogericht und Kirchspiel Attendorn zur Bauerschaft Langenohl, der auch umliegende Orte wie Listernohl, Imminghausen, Ackerschott, Bruchwalze u. a. angehörten. Im Schatzungsregister von 1543 werden Johann Mayworm mit einer Abgabe von 1 Goldgulden und Peter Mayworm mit ½ Gg genannt. Im Register von 1565 wurde Henrich Meiwormb mit 2 Goldgulden besteuert.
Etwa 1560/62 heiratete Henrich Reusche (später Rüsche geschrieben) aus Stade die Tochter Dorothea auf Maiwormshammer. Er kaufte später viele Grundstücke an und wurde sehr wohlhabend. 1612 muss Johan Reusche gen. Meyworm auf zwei Hammerherde Hammergeld zahlen. Um 1648/49 heiratete Peter Hundt (1620/29–1711) aus Drolshagen die Elisabeth Reusche. Zwischen dem Kloster und ihm hat es dann häufig Streit gegeben. Deshalb verkaufte die Kanonie den Hammer mit Zubehör 1664 dem Peter Hundt gen. Meyworm und seiner Frau Elsa für 450 Rtlr., wovon 300 Rtlr. sofort zu entrichten waren. Peter Hundt, der nach dem Tode von Elsa (1673) noch drei weitere Ehen geschlossen hat, ist Ahnherr vieler Rhoder und Olper Familien. Der Hammer blieb bis 1822 in Besitz der Familie Hundt. Das Kloster Ewig hatte 1664 nur das Hammerwerk, nicht aber das Gut Maiwormshammer verkauft. Das Gut, im Wesentlichen ein großes Wiesengelände, ist erst nach der Auflösung des Klosters 1803 verkauft worden, wahrscheinlich auch an die Familie Hundt.
Der Name Hundt wurde in Maiwormshammer 1822 abgelöst durch die Einheirat von Peter Anton Wurm (1793–1863) aus Altenhof. Franz Wurm betrieb Ende des 19. Jahrhunderts eine Schenkwirtschaft in seinem Haus. Die Gebäude des Hofes waren zuletzt das 1788 errichtete Bauernhaus (später als Stall genutzt) und das im Jahre 1900 daran angebaute massive Wohnhaus, in dem auch seit 1926 die Poststelle Listernohl ihren Platz hatte. Vor dem Abriss des Hofes wegen des Baus der Biggetalsperre wurde der alte „Spieker“ (Backhaus) aus dem Jahre 1577 sorgfältig abgetragen und im Freilichtmuseum Detmold eingelagert. Der letzte Hofinhaber Alfons Wurm bezog vor dem Abriss einen neuen Hof bei Wenholthausen.
Teilhaber des Eisenhammers waren um 1800 Bürgermeister August Hundt in Olpe, Ferdínand Sondermann in Olpe und Franz Sommer zu Sondern. 1827 hatte der Stückhammer 150 Wagen Holzkohle verbraucht und produzierte mit 5 Mann 200 Karren Roheisen im Werte von 3400 Rtlr. zu 150 Karren Stahl zu 7500 Rtlr. Das veraltete Hammerwerk wurde um 1850 in ein Puddelwerk umgewandelt, in dem 1855 mit 3 Wärmöfen und 3 Schweißfeuern gearbeitet wurde. Die Produktion des Jahres erbrachte bei 23 Arbeitern (mit Familie 55 Personen) 1000 Ztr. Stabeisen zu 5500 Taler. Mit dem Puddelwerk verband Robert Bonzel aus Olpe zu Maiwormshammer ein Walzwerk mit Ofenrohr-Schmiede (im Volksmund „Piepenklöpperigge“ genannt), 1855 wurden dort 6094 Ztr. Schwarzblech zu 45.705 Talern erarbeitet. Bonzels Sohn Josef betrieb das Werk bis 1886 und verkauft es dann an die Fa. Sohler (Sohler’sche Eisenwerke) in Attendorn, die auf dem Schlackengelände oberhalb des Fabrikteiches 1902/03 eine Klempnerei erbaut. Das Walzwerk erhielt 4 Walzenstraßen und zu der alten Wasserkraft wurde Dampfbetrieb eingeführt. Es gab 62 Arbeiter und die Produktion betrug durchschnittlich 50 Doppelwaggon Platten pro Monat. Das gesamte Werk erwarb 1928 die Fa. Ursell in Attendorn, die das Walzwerk stilllegte, die Klempnerei aber weiterbetrieb. 1931 kaufte der Otto-Wolff-Konzern in Köln das Walzwerk. Er baute den Betrieb ab und riss auch die Gebäude nieder. Das Gelände mit dem Wasserrecht erwarb danach der Ruhrtalsperrenverein in Essen, der dort ein kleines Kraftwerk errichtete und dieses mit dem Listerkraftwerk verband. Die Klempnerei wurde 1938 von der Fa. Paß & Co. in Weidenau erworben und zuletzt von der Fa. Peterseim in Olpe genutzt. Politisch gehörte Maiwormshammer ab 1819 im Amt Attendorn zur Gemeinde Attendorn-Land.
1817 gab es in Maiwormshammer Haus und Hof mit 11 Bewohnern, 1885 wohnen dort in 3 Wohnhäusern 26 Personen. Das Adressbuch von 1899 führt die Namen „Franz Wurm, Gastwirt und Gottfried Langenohl, Gutsbesitzer und Rendant“. In späteren Jahrzehnten wurden weitere Häuser gebaut. Im Jahre 1924 zählte man 63 Einwohner. 1936 hatte Maiwormshammer 7 Wohnhäuser mit 11 Haushaltungen und 58 Einwohner. 1946 gab es 78 Einwohner. Das Adressbuch von 1956 führt die Namen „Arns, Henze, Hesener (3), Hesse (3), Kathol, Keseberg (4), Klein (4), Kost, Sangermann, Schmitt, Schneider, Siepe, Stracke, Wagner, Walter (2) und Wurm (7)“. Umgesiedelt wurden 16 Familien mit 84 Personen (Stand: 9. November 1950).